# Piergiorgio Pulixi
Piergiorgio Pulixi (Cagliari, 27 settembre 1982) è uno scrittore italiano.

## Biografia
Nato a Cagliari nel 1982, Pulixi ha compiuto gli studi classici. Dopo un periodo trascorso a Londra si è spostato a Milano.
Fa parte del collettivo di scrittura Mama Sabot fondato da Massimo Carlotto, di cui è stato allievo. Insieme allo stesso Carlotto e ai Sabot, ha pubblicato diversi titoli a partire da Perdas de Fogu (edizioni E/O 2008).
Nel 2009 inizia la saga poliziesca di Biagio Mazzeo con il noir Una brutta storia (2012), che è poi proseguita con La notte delle pantere (2014) e Per sempre (2015). L’ultimo romanzo della quadrilogia è Prima di dirti addio (2016). La serie di Biagio Mazzeo è stata pubblicata da E/O e ha ricevuto diversi riconoscimenti.
Esce nel 2014 il noir psicologico L'appuntamento. Nel 2015, sempre per i tipi di E/O, inizia la serie thriller I canti del male con il romanzo Il canto degli innocenti a cui segue, nel 2017, La scelta del buio. Il protagonista di questa nuova serie è il commissario Vito Strega. Nel 2016 scrive, con Massimo Carlotto, Lovers Hotel, la prima audioserie italiana diffusa sulla piattaforma Audible.
Nel 2017 pubblica la sua prima antologia intitolata L'ira di Venere (CentoAutori Edizioni), una raccolta di racconti noir sull'universo femminile, per puntare il dito contro la piaga del femminicidio, un tema che Pulixi aveva già affrontato con il racconto Non sarà mai l’ultima pubblicato nell’antologia Nessuna più (2014), curata da Marilù Oliva per Elliot Edizioni.
Nel 2018 pubblica per Rizzoli il thriller Lo stupore della notte, romanzo che sonda le paure di molti immaginando attacchi terroristici a Milano.
Nel 2019, sempre per Rizzoli, pubblica il thriller L'isola delle anime, questa volta ambientato nella sua terra, la Sardegna, con cui vince il premio Scerbanenco 2019 per il miglior noir dell'anno,
 e il prequel di Lo stupore della notte, il thriller L'ultimo sguardo in ebook.
Nel 2020 è presente nell'antologia Giallo sardo edito da Piemme Edizioni insieme ad altri autori quali Marcello Fois, Francesco Abate, Eleonora Carta e Fabio Delizzos.
Nel 2021 pubblica il thriller Un colpo al cuore edito da Rizzoli, dove le ispettrici Rais e Croce de L'isola delle anime incontrano Strega, protagonista de I canti del male, e il giallo psicologico Per mia colpa edito da Mondadori. Con Un colpo al cuore si aggiudica per la seconda volta il Premio Franco Fedeli e il Premio Ceresio in Giallo; inoltre il romanzo è stato votato dai lettori di Babelio.com, la più importante comunità online di lettori francesi, come il terzo miglior romanzo noir degli ultimi vent'anni a livello internazionale.
Nel 2022 prosegue la serie di Strega, Rais e Croce col romanzo giallo La settima luna edito da Rizzoli ed esordisce nella letteratura per ragazzi col romanzo Il mistero dei bambini d'ombra edito da Rizzoli.
A gennaio 2023 pubblica il romanzo giallo La libreria dei gatti neri edito da Marsilio: un cozy crime che omaggia i classici della mistery novel. Con questo romanzo Pulixi vince l'undicesima edizione del Premio “Giallo Camaiore”.
A settembre del 2023 esce invece Stella di Mare edito da Rizzoli: in questo nuovo giallo ambientato a Cagliari tornano Vito Strega e le ispettrici Eva Croce e Mara Rais.
Pulixi scrive per le pagine culturali de La Nuova Sardegna e insegna scrittura creativa e tecniche di narrazione per il comparto Education di Feltrinelli . È stato relatore al Crime Writers Festival 2016 a Nuova Delhi in India e al Deal Noir Festival 2016 nel Kent, in Inghilterra e al Quais du Polar a Lione nel 2017 e nel 2021.

## Opere

### Serie dell'ispettore superiore Biagio Mazzeo
- Una brutta storia, Edizioni E/O, 2012
- La notte delle pantere, Edizioni E/O, 2014
- The night of the panthers, Europa Editions, 2015
- Per sempre, Edizioni E/O, 2015
- Prima di dirti addio, Edizioni E/O, 2016

### I canti del male
- Il canto degli innocenti. I canti del male Vol.1, Edizioni E/O, 2015
- La scelta del buio. I canti del male Vol. 2, Edizioni E/O, 2017
- L'isola delle anime. I canti del male Vol. 3, Rizzoli, 2019
- Un colpo al cuore. I canti del male Vol. 4, Nero Rizzoli, 2021
- La settima luna. I canti del male Vol. 5, Nero Rizzoli, 2022
- Stella di mare. I canti del male Vol. 6, Nero Rizzoli, settembre 2023
- Per un'ora d'amore. I canti del male Vol. 7, Nero Rizzoli, aprile 2024 (ISBN 9788817178501)

### Serie di Giulia Riva e Flavio Caruso
- Per mia colpa, Giallo Mondadori, 2021

### Serie del Commissario Capo Rosa Lopez
- Lo stupore della notte, Rizzoli, 2018
- L'ultimo sguardo (prequel di Lo stupore della notte), Rizzoli, 2019 (ebook)

### Serie del libraio Marzio Montecristo
- La libreria dei gatti neri, Marsilio, 2023, ISBN 9788829711642
- Se i gatti potessero parlare, Marsilio, 2025, ISBN 9788829790128

### Romanzi singoli
- L'appuntamento, Edizioni E/O, 2014 (ISBN 9788866325536)
- L'ira di Venere, Edizioni CentoAutori, 2017 (ISBN 9788868721275)
- La donna nel pozzo, Feltrinelli, 2024 (ISBN 9788807036095)

### Romanzi per ragazzi e young adult
- Il Mistero dei bambini d'ombra, Rizzoli, 2022 (ISBN 9788817189873)

### Audiodrammi
- Lovers Hotel , di Massimo Carlotto e Piergiorgio Pulixi, Audible, 2016, 6 puntate

### In collaborazione con il collettivo Mama Sabot
- Perdas de fogu, Edizioni E/O, 2008 (a nome Massimo Carlotto/Mama Sabot)
- L'albero dei microchip, EdizioniAmbiente, 2009
- Un amore sporco, nel trittico Donne a perdere, Edizioni E/O, 2010 (a nome Ledda-Auriemma/Troffa-Pulixi)
- Padre nostro, Rizzoli, 2014 (a nome Collettivo Sabot ma Cosmo, Auriemma, Pulixi)

### Racconti in antologie
- Non sarà mai l'ultima, in Nessuna più, Elliot, 2014
- La bambina di sabbia, in Delitti d'estate, Novecento editore, 2015
- Nessuno è innocente, in Nessuno ci ridurrà al silenzio, Edizioni CentoAutori, 2015
- Il sospetto, in Meglio non morire d'estate, Giulio Perrone editore, 2016
- La scorciatoia, in I delitti della città vuota, Edizioni Atmosphere, 2016
- Meninos de rua. Bambini all'inferno, in Giochi di ruolo al Maracanã. Il lato oscuro delle Olimpiadi, Edizioni E/O, 2016
- La brezza del mare, in Delitti al Thriller Café, I Buoni Cugini Editori, 2018
- La lettera, in Emozioni di Natale, Graphe.it Edizioni, 2018
- Il regalo di Natale, in Natale rosso sangue, Cento Autori, 2019
- Morte di un'insegnante, in Giallo Sardo, Piemme, 2020

## Premi e riconoscimenti
- Vincitore Premio Franco Fedeli per Il Canto degli innocenti (2015) e per Un colpo al cuore (2021)[18]
- Vincitore Premio Serravalle in noir (2016) con Il Canto degli innocenti
- Vincitore Premio Garfagnana in giallo (2016) con Prima di dirti addio
- Vincitore Premio Vanity Fair 2016 per il miglior personaggio letterario femminile per il commissario Carla Rame (2016)
- Vincitore del Premio dei lettori - Premio Giorgio Scerbanenco 2018 con Lo stupore della notte[19]
- Vincitore del Premio della giuria - Premio Giorgio Scerbanenco 2019 con L'isola delle anime[20]
- Vincitore del Premio La Provincia in giallo 2020 con L'isola delle anime[21]
- Vincitore Premio Franco Fedeli (2021) per Un colpo al cuore
- Vincitore Découverte 2021 des lecteurs de Polars Pourpres (2021) per L'isola delle anime
- Vincitore Prix des Bibliothèques de la ville et de la métropole de Lyon (2022) per L'isola delle anime[22]
- Vincitore del Premio Regio Insubrica 2021/2022 del Premio Ceresio in Giallo con Un colpo al cuore[23]
- Vincitore Trophée étranger, miglior romanzo straniero dell'anno 2023 - Trophée 813, Michèle Witta (2023) per L'illusion du mal - Un colpo al cuore
- Vincitore del Premio Giallo Camaiore (2023) per La libreria dei gatti neri[15]